# ᶺ
Cette page contient des caractères spéciaux ou non latins. S’ils s’affichent mal (▯, ?, etc.), consultez la page d’aide Unicode.
ᶺ, appelée v culbuté en exposant, v culbuté supérieur ou lettre modificative v culbuté, est un symbole phonétique utilisé dans certaines variantes non standard de l’alphabet phonétique international. Il est formé de la lettre v culbuté ‹ ʌ › mise en exposant.

## Utilisation
Dans certaines variantes de l’alphabet phonétique international non standard, le v culbuté en exposant est utilisé pour représenter des diphtongues. En 1968, Thomas Gay recommande d’utiliser le symbole en exposant pour la deuxième partie mineure des diphtongues.

## Représentations informatiques
La lettre modificative v culbuté peut être représenté avec les caractères Unicode suivants (Latin étendu – extensions phonétiques – supplément) :
| formes       | représentations | chaînes de caractères | points de code | descriptions                            | note                            |
| ------------ | --------------- | --------------------- | -------------- | --------------------------------------- | ------------------------------- |
| modificative | ᶺ               | ᶺ                     | U+1DBA         | lettre modificative minuscule v culbuté | codé pour le symbole phonétique |